# Grönländische Fußballmeisterschaft 1970
Die Grönländische Fußballmeisterschaft 1969 war die 8. Spielzeit der Grönländischen Fußballmeisterschaft.
Die Saison war die letzte, die von Grønlands Idrætsforbund ausgerichtet wurde. Die Schlussrunde fand nicht wie üblich in Nuuk statt, sondern wurde in Sisimiut ausgetragen.
Meister wurde zum zweiten Mal T-41 Aasiaat.

## Teilnehmer
Es sind nur wenige Spiele überliefert. Folgende Mannschaften sind als Teilnehmer bekannt. Teilnehmer der Schlussrunde sind fett.
- Malamuk Uummannaq
- T-41 Aasiaat
- Ípernaĸ-53 Kangaatsiaq
- SAK Sisimiut
- B-67 Nuuk
- GSS Nuuk
- NÛK
- Iliarssuk Qeqertarsuatsiaat
- Nagtoralik Paamiut
- S-69 Paamiut
- K-33 Qaqortoq

## Modus
Der Modus ist wegen der schlechten Beleglage nicht genau bekannt. Die Mannschaften wurden wie üblich in mindestens drei, möglicherweise vier Gruppen eingeteilt. Der Modus innerhalb dieser Gruppen ist nicht bekannt. Unter der Bezeichnung Viertelfinale fanden Spiele zwischen zwei Mannschaften aus der südlichen Gruppe und zwei aus der mittleren Gruppe statt, die auch als Gruppenfinale gedeutet werden können. Im Halbfinale trafen die Sieger dieser beiden Spiele aufeinander, ebenso wie eine Mannschaft aus der nördlichen Gruppe gegen Malamuk Uummannaq, das noch weiter nördlich liegt. Es ist nicht bekannt, ob der Verein als Sieger einer noch nördlicheren vierten Gruppe für das Halbfinale qualifiziert war oder als einziger gemeldeter Verein der Region ein Freilos erhalten hatte. Die beiden siegreichen Mannschaften spielten im Finale den grönländischen Fußballmeister aus.

## Ergebnisse

### Qualifikationsrunde

#### Gruppe 1
Aus dieser Gruppe ist nur ein Spielergebnis bekannt.
| Datum     |                    | Ergebnis |              | Ort     |
| --------- | ------------------ | -------- | ------------ | ------- |
| Juni 1970 | Nagtoralik Paamiut | 10:10    | S-69 Paamiut | Paamiut |

#### Gruppe 2
| Datum                        |          | Ergebnis  |                             | Ort  |
| ---------------------------- | -------- | --------- | --------------------------- | ---- |
| Juni 1970                    | GSS Nuuk | 12:20     | Iliarssuk Qeqertarsuatsiaat | Nuuk |
| 23. Juni 1970                | NÛK      | 2:2       | B-67 Nuuk                   |      |
| 28. Juni 1970 (Wiederholung) | NÛK      | 0:1 (0:0) | B-67 Nuuk                   |      |
| 1. August 1970               | GSS Nuuk | ?:?       | B-67 Nuuk                   |      |

#### Gruppe 3
| Datum     |                        | Ergebnis |              |
| --------- | ---------------------- | -------- | ------------ |
| Juni 1970 | Ípernaĸ-53 Kangaatsiaq | 1:8      | T-41 Aasiaat |

### Schlussrunde
Viertelfinale
| Datum          |               | Ergebnis |                       | Ort  |
| -------------- | ------------- | -------- | --------------------- | ---- |
| September 1970 | GSS Nuuk      | 0:3      | SAK Sisimiut          | Nuuk |
| September 1970 | K-33 Qaqortoq | ?:?      | Nagtoralik(?) Paamiut |      |

Halbfinale
|              | Ergebnis |                   |
| ------------ | -------- | ----------------- |
| SAK Sisimiut | ?:?      | K-33 Qaqortoq     |
| T-41 Aasiaat | 3:1      | Malamuk Uummannaq |

Finale
| Datum |              | Ergebnis |               | Ort      |
| ----- | ------------ | -------- | ------------- | -------- |
| 1970  | T-41 Aasiaat | 5:3      | K-33 Qaqortoq | Sisimiut |